# Aphis iteae
Aphis iteae är en insektsart som först beskrevs av Tissot 1933.  Aphis iteae ingår i släktet Aphis och familjen långrörsbladlöss. Inga underarter finns listade i Catalogue of Life.